# Ácido pirúvico
O ácido pirúvico é um composto orgânico contendo três átomos de carbono (C3H4O3), originado ao fim da glicólise. Em meio aquoso, dissocia-se, formando o ânion piruvato, que é a forma sob a qual participa dos processos metabólicos.
O ácido pirúvico é o composto de menor energia que pode ser obtido da glicose sem a utilização de oxigênio. Durante a glicólise, é transformada uma molécula de NAD+ em NADH. Como a quantidade desta molécula é limitada na célula, esta tem que ser regenerada, o que pode ser feito reduzindo o ácido pirúvico:
- 1- A álcool etílico (fermentação alcoólica)
- 2- A ácido lático (fermentação lática)
- 3- A acetil-CoA e dióxido de carbono (para o Ciclo de Krebs ou Sintetase de ácidos graxos)

Estas vias de degradação do ácido pirúvico dependem da situação e do organismo no qual se realiza o processo. A fermentação alcoólica só ocorre em certos fungos. A formação de ácido lático e o ciclo de Krebs podem ocorrer em quase todas as células animais. 
O ácido pirúvico é um líquido transparente, com odor similar ao do ácido acético, miscível em água, álcool etílico e éter etílico.
Pode ser produzido em laboratório pela decomposição (perda de CO2) do ácido tartárico, catalisada pelo aquecimento deste com hidrogenosulfato de sódio. Também pode ser obtido a partir do cloreto de acetila e cianeto de sódio.
CH3COCl + KCN → CH3COCN
CH3COCN + H+ + H2O → CH3COCOOH + NH4+

## Destinos do piruvato

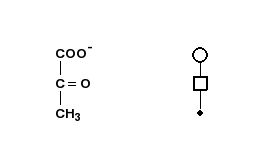
Estrutura do ácido pirúvico mostrada utilizando projeção de Fischer, à esquerda, e modelo poligonal, à direita.

A glicose é parcialmente oxidada, na glicólise, em duas moléculas de piruvato, gerando ATP através da fosforilação e NADH. Após a degradação da glicose, as moléculas de piruvato entram no ciclo de Krebs, dando continuidade à segunda parte da degradação da glicose. Para a glicose entrar no ciclo do ácido cítrico, ela é quebrada em duas moléculas de piruvato na via glicolítica que ocorre em duas fases. A primeira, que é a fase preparatória da glicose, onde ela investe duas moléculas de ATP na reação de fosforilação dando origem ao gliceraldeído 3P. Na segunda fase, o gliceraldeído 3P é oxidado pelo NAD e fosforilado, dando origem às moléculas de ATP, NADH e piruvato.

Glicose a piruvato
Glicose + 2NAD+ 2 PIRUVATO + 2NADH + 2H+

Primeiro destino: A acetil-CoA.
Para gerar o grupo acetil-coenzima A, o piruvato tem que ser oxidado, liberando CO². A partir daí, o grupo acetil é totalmente oxidado no ciclo do ácido cítrico.

Segundo destino: O piruvato é reduzido a lactato através de fermentação láctica, recebendo os elétrons do NADH, e assim fazendo a regeneração do NAD1, que é necessário para continuar a glicólise. Quando o músculo esquelético é contraído vigorosamente, ele trabalha em hipóxia (condição de baixa pressão de oxigênio), que é quando o NADH não pode ser reoxidado a NAD1, que é necessário como aceptor de elétron para a oxidação do piruvato.

Terceiro destino: Fermentação alcóolica
Local: citosol ou hialoplasma.
A fermentação alcóolica acontece nos carboidratos presentes em grãos de cereais, realizada pelas enzimas glicolíticas das leveduras, enzima ausente em vertebrados. A glicose é convertida em piruvato pela glicólise, e o piruvato é convertido em etanol e CO², em vez de lactato.